# زافروق
زافروق هي بلدة في مقاطعة أنديجان في ولاية أنديجان في أوزبكستان.